# Некрасівка (Калінінградська область)
Некрасівка (рос. Некрасовка) — селище Правдинського району, Калінінградської області Росії. Входить до складу Желєзнодорожного міського поселення.
Населення —  47 осіб (2015 рік). 

## Населення
| 2002 | 2010 |
| ---- | ---- |
| 45   | ↗47  |